# 拉瓦斯蒂达
拉瓦斯蒂达（西班牙語：Labastida）是西班牙巴斯克自治区阿拉瓦省的一个市镇。总面积38km²，总人口1269人（2001年），人口密度33人/km²。